# Pipes and Drums of Basel
Die Pipes and Drums of Basel sind eine Pipe Band aus Basel in der Schweiz. Der musikalische Leiter der Dudelsackspieler als Pipe Major ist Silvio Unternährer, und Tambourmajor ist Felix Müry. Gilbert Widmer ist Dronetuner und stimmt die Dudelsäcke der Band. Die Pipes and Drums of Basel sind von der Royal Scottish Pipe Band Association im Grade 4A eingestuft.

## Geschichte
Gegründet wurden die Pipes and Drums of Basel 1978 in Basel und sind damit eine der ältesten Pipe Bands der Schweiz. Sie entstanden aus einer Guggenmusik, der Schotte Clique Basel, die sich viel mit der schottischen Kultur befasst, wozu unter anderem die Dudelsackmusik gehört. Um diesem Ursprung nachzugehen, lernten einige Mitglieder der Schotte Clique Dudelsack zu spielen. Sie gründeten am 5. April 1978 gemeinsam mit anderen Interessierten eine Dudelsackband, die in den Anfängen noch als Scots Pipers auftrat und später zu den Pipes and Drums of Basel wurde.
Zu Beginn brachten sich die Mitglieder der Scots Pipers das Dudelsackspielen autodidaktisch bei. Mithilfe von Ton- und Videoaufnahmen intonierten sie professionelle Piper und ahmten deren Spielweise nach. Dieses Vorgehen brachte sie allerdings irgendwann nicht mehr weiter. Diesen Punkt erreichte die Band im Jahr 1983, und die Mitglieder beschlossen, in einem Trainingslager mithilfe von Ruthven Milne, einem Piper und ehemaligen Armee-Instruktor, die korrekte Spielweise zu lernen. Diese Lager wurden zu einer Art Tradition innerhalb der Band und werden bis heute durchgeführt, um die individuellen Fähigkeiten zu verbessern und gemeinsam Fortschritte als Band zu machen.
Die harte Arbeit scheint sich auszuzahlen, denn heute sind die Pipes and Drums of Basel eine der erfolgreichsten Pipe Bands der Schweiz. Aus diesem Grund konnte die Band im Jahr 2018 neben dem 40-jährigen Jubiläum einen weiteren Erfolg feiern. Nach ihrem entsprechenden Antrag bei der Royal Scottish Pipe Band Association (RSPBA) wurde die Leistungsgruppe vom Grade 4B auf den Grade 4A heraufgestuft. Das bedeutet, dass die Band nun an grösseren Wettbewerben in Schottland ein erweitertes Repertoire zeigen kann und ein komplettes MSR (Set bestehend aus einem Marsch, einem Strathspey und einem Reel) spielen darf.

## Projekte und Auftritte
1993 fand zum ersten Mal ein von den Baslern und Baslerinnen organisiertes Swiss Pipeband Meeting statt. Es war das dritte dieser Art in der Schweiz. Darauf folgte noch ein weiteres, das 7th Swiss Pipeband Meeting im Jahr 2002, das ebenfalls in Basel stattfinden durfte und das die Pipes and Drums of Basel organisierten. Das Treffen brachte alle Schweizer Pipe Bands zusammen sowie die Shotts & Dykehead Pipe Band, die Grampian Police Pipe Band und einige mehr.
Zwischen 1995 und 2007 durften die Pipes and Drums of Basel immer wieder an der Mustermesse Basel auftreten und ihr Können unter anderem 1998 am 3. Joggeli-Tattoo und am Yshalle-Tattoo 2006 präsentieren. Nach der Etablierung des Basel Tattoo sind sie auch bei diesem Event ab und zu Gäste. Ausserdem sind die Pipes and Drums of Basel immer wieder in der Stadt Basel bei Umzügen und Flashmobs anzutreffen, wie zum Beispiel zum 40-jährigen Bestehen der Band im Jahr 2018.

## Wettbewerbe
Die Pipes and Drums of Basel nahmen schon fünf Jahre nach der Gründung immer wieder an Wettbewerben, unter anderem auch in Schottland, teil. Diese waren allerdings nie sehr erfolgreich und die dazu notwendigen Reisen sehr kostenintensiv, da es in der Umgebung von Basel zu dieser Zeit kaum Highland Games oder ähnliche Anlässe gab, an denen die Band hätte teilnehmen können. Nach einer relativ langen Pause bis ins Jahr 2010, in der kaum Wettbewerbe bestritten wurden, begann die Band wieder regelmässig an verschiedensten Competitions teilzunehmen und konnte bald schon Erfolge erzielen.
Am 17. und 18. August 2003 nahmen die Drummer und Piper aus Basel an den World Pipe Band Championships in Glasgow teil, wo sie den 12. Platz in der Kategorie Grade 4, Qual 3, erreichten.
Mit dem Gewinn der 2015 Highland Games in Kinross waren die Pipes and Drums of Basel die erste Pipe Band aus der Schweiz, die bei einem Wettbewerb in Schottland den ersten Platz erzielte. Ausserdem sind sie mehrfache Gewinner der Swiss Pipe Band Championships in den Jahren 2011, 2012, 2013, 2015, 2016, 2017 und 2019. Das bedeutet einen Sieg in jedem Jahr, in dem die Band an den Championships teilnahm. Auch konnten sie neben den Schweizer Meisterschaften immer wieder Wettbewerbe für sich entscheiden, unter anderem bei den Highland Games in Angelbachtal.
Die Möglichkeit einer weiteren Teilnahme an einem internationalen Wettbewerb bot sich im Jahr 2019. Die Pipes and Drums of Basel nahmen an den European Championships in Inverness teil und besetzten den 9. Platz im Grade 4A.

## Veröffentlichungen
Eine CD mit 44 Tunes, eingespielt von den Pipes and Drums of Basel, wurde im Jahr 2003 unter dem Namen «The Answer» veröffentlicht. 2005 erfolgte die Produktion einer Live-CD mit dem Titel «St. Andrew’s Night 05».